# Anton Drexler
Anton Drexler (ur. 13 czerwca 1884 w Monachium, zm. 24 lutego 1942 tamże) – niemiecki ślusarz i polityk, założyciel bawarskiej Niemieckiej Partii Robotniczej (DAP, przekształconej później w NSDAP) i jej drugi przewodniczący (w latach 1919–1921 po Karlu Harrerze). Członek Towarzystwa Thule.

## Życiorys
Pracował jako mechanik w czasie I wojny światowej, odmówiono mu możliwości wstąpienia do wojska. Pod koniec wojny włączył się w działalność skrajnej prawicy. W marcu 1918 był współzałożycielem Wolnego Komitetu Robotniczego na rzecz dobrego Pokoju. W 1919 wraz z Dietrichem Eckartem, Karlem Harrerem i Gottfriedem Federem założył nacjonalistyczną DAP. Wkrótce do partii przyłączył się Adolf Hitler. Niedługo potem Hitler przekonał Drexlera do zmiany nazwy partii na Narodowo-Socjalistyczną Niemiecką Partię Robotniczą (NSDAP). W lutym 1920 Drexler opublikował opracowany wraz z Hitlerem pierwszy program partii, po czym ustąpił z funkcji przewodniczącego na rzecz Hitlera w 1921. Po puczu monachijskim, w którym nie brał udziału, opuścił szeregi partii i w 1924 zasiadł w bawarskim parlamencie z ramienia innej centroprawicowej partii. Nie miał udziału w odbudowie partii po 1925. Powrócił do niej ponownie dopiero w 1933 po dojściu Hitlera do władzy. W partii zajmował się propagandą, jednak nigdy nie uzyskał znaczącej pozycji w strukturach partii. Zmarł w 1942.
Drexlera uważa się za osobę, która namówiła Hitlera do użycia swastyki jako symbolu NSDAP, a w konsekwencji III Rzeszy.